# Château de la Marie
 (juillet 2025).
Motif : pas de sources récentes
- Archive Wikiwix
- Bing
- Cairn
- DuckDuckGo
- E. Universalis
- Gallica
- Google
- G. Books
- G. News
- G. Scholar
- Persée
- Qwant
- (zh) Baidu
- (ru) Yandex

| 1. | Préciser le motif de la pose du bandeau. | Précisez le motif de la pose du bandeau en utilisant la syntaxe suivante : {{admissibilité à vérifier\|date=juillet 2025\|motif=remplacez ce texte par le motif}}                        |
| 2. | Informer les utilisateurs concernés.     | Pensez à avertir le créateur de l'article, par exemple, en insérant le code ci-dessous sur sa page de discussion : {{subst:avertissement admissibilité à vérifier\|Château de la Marie}} |

 (mars 2015).
Le château de la Marie, situé dans la commune d'Alexain, dans le département de la Mayenne est une demeure construite en 1825 sur l'emplacement d'un ancien château.

## Histoire
Situé dans un parc de verdure, sur le territoire d'Alexain, le château de la Marie, construit vers 1825 et agrandi sur les plans de Pierre-Félix Delarue en 1826, a remplacé une demeure détruite par un incendie. 
Le Château contenait à la fin du XIXe siècle une précieuse galerie de tableaux de maîtres provenant de la succession de Désiré-Emmanuel de Cossé-Brissac, et partagée en trois lots à la mort de Marie-Berthe de Cossé-Brissac, comtesse Émile de Robien.
La propriété subit une occupation militaire en 1871.

## Description
Le château présente un corps de logis mansardé et flanqué de deux pavillons surbaissés. L'ensemble se dresse à proximité d'une chapelle néo-gothique en granit, édifiée par M. Darcy, qui remplace celle du XVIIIe siècle.

## Propriétaires
- Propriété de la Famille de Robien, le  château passe ensuite par alliance à la famille de Farcy puis à la famille de Rorthays.